# Aeroporto de Zintane
Aeroporto de Zintane (IATA: ZIS, ICAO: HLZN) é um aeroporto que serve a cidade de Zintane, no noroeste da Líbia. A pista está situada no deserto aberto a 15 km (9,3 mi) ao sul da cidade.